# El Epazote, San Luis Potosí
El Epazote är en ort i Mexiko.   Den ligger i kommunen Rayón och delstaten San Luis Potosí, i den centrala delen av landet, 270 km norr om huvudstaden Mexico City. El Epazote ligger 1 165 meter över havet och antalet invånare är 287.
Terrängen runt El Epazote är lite kuperad, och sluttar österut. Runt El Epazote är det glesbefolkat, med 20 invånare per kvadratkilometer. Närmaste större samhälle är Cardenas, 19,8 km nordväst om El Epazote. I omgivningarna runt El Epazote växer huvudsakligen savannskog.